# Borkou
 Ikke at forveksle med Borkou (departement).
Borkou er en af de 23 regioner i Tchad med administrationen i byen Faya-Largeau. Indtil til 19. februar 2008 var Borkou en inddeling i regionen Borkou-Ennedi-Tibesti.  